# Эллаговая кислота
Элла́говая кислота — дилактон гексагидроксидифеновой кислоты, относится к низкомолекулярным фенольным соединениям, принадлежит к фенолкарбоновым кислотам. В связанном виде является компонентом эллаготанинов — дубильных веществ гидролизуемой группы.

## Распространение
Встречается более чем в 700 видах высших растений. Практически не встречается в отделах Хвойные и Папоротникообразные, в классе Однодольные. Присутствие в растениях может иметь таксономическое значение, к примеру, в семействе Розоцветные содержится только в растениях подсемейства Розовые.
Возможными растительными источниками получения могут быть растения рода ольха, берёза, грецкий орех, каштан, дуб.

## Получение и биосинтез
Метиловый эфир галловой кислоты в растворе аммиака самоокисляется до гексагидроксидифеновой кислоты, которая в результате внутримолекулярной переэтерификации превращается в эллаговую кислоту.
В природе эллаговая кислота аналогичным образом синтезируется из танина корилагина.
Эллаговая кислота также может образовываться вследствие аэробного окисления хебулиновой кислоты или гидролизе хебулаговой кислоты.
Образуется при заваривании чая Пуэр в результате пиролиза стриктинина (англ. Strictinin) наряду с Галловой кислотой.

## Биологические свойства и применение
Эллаговая кислота имеет выраженную кардиопротекторную активность. Так, в дозе 0,5 и 1 мг/кг она превосходит по эффективности витамин Е в дозе 50 мг/кг.
Эллаговая кислота оказывает гипотензивный эффект, обладает антиоксидантной активностью (на человека), играет роль в механизме воспалительной реакции. Также обнаружена её противоопухолевая, антимутагенная, антиканцерогенная, ферментингибиторная и репаративная активность.
Как и другие фенольные соединения, эллаговая кислота является потенциальным токсином, способным препятствовать росту патогенных грибов и размножению вирусов в макроорганизме. Есть сведения об увеличении концентрации эллаговой кислоты при некоторых грибковых поражениях растений.
В индивидуальном состоянии характеризуется низкой растворимостью в обычных растворителях и даже в таких универсальных, как пиридин и диметилсульфоксид, что в некоторой мере мешает её применению в медицине, однако предложены способы получения её водорастворимых производных (образование солей со щелочами, аминокислотами и др.).
На основе эллаговой кислоты и её производных разработаны косметические средства для наружного применения с отбеливающим и фотопротекторным действием.